# Copelatus sylvaticus
Copelatus sylvaticus är en skalbaggsart som beskrevs av Guignot 1952. Copelatus sylvaticus ingår i släktet Copelatus och familjen dykare. Inga underarter finns listade i Catalogue of Life.